# Molophilus chleuastes
Molophilus chleuastes là một loài ruồi trong họ Limoniidae. Chúng phân bố ở miền Australasia.